# Arioi

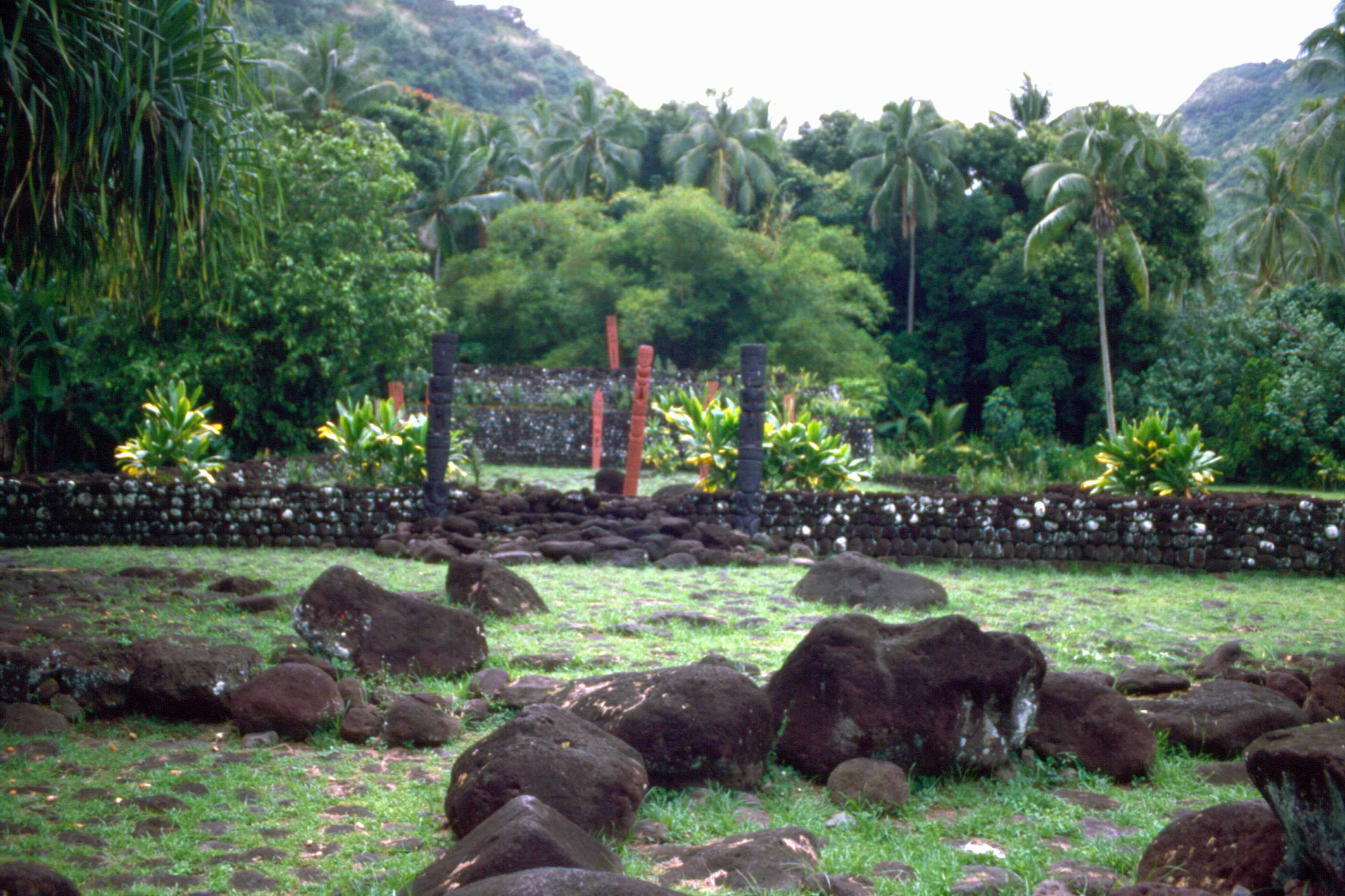
Tahiti: Kultplattform (marae) im Arahurahu-Tal

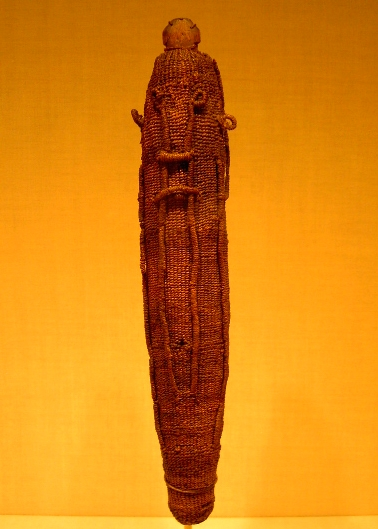
Idol (To´o) des Gottes Oro

Die Arioi waren eine ordensähnlich strukturierte Geheimgesellschaft der Gesellschaftsinseln, insbesondere der Insel Tahiti, mit hierarchischer Gliederung, esoterischer Heilslehre und kultischen und kulturellen Funktionen. Ihr gehörten sowohl Männer als auch Frauen aller gesellschaftlichen Schichten an, wenn auch die Zahl der Männer überwog. Die besondere Verehrung der Arioi galt dem Kriegsgott Oro, den sie als Begründer ihres Ordens ansahen.

## Gesellschaft Polynesiens
Zum Verständnis der Arioi und vergleichbarer Geheimgesellschaften auf anderen Inseln der Südsee ist das Verständnis der polynesischen Gesellschaftsordnung und -Religion in klassischer Zeit, d. h. vor der europäischen Entdeckung, notwendig. Im größten Teil Polynesiens war die Gesellschaft streng hierarchisch gegliedert und in mehrere soziale Ebenen geschichtet. Diese Abstufung war nicht überall gleich ausgeprägt, man findet sie aber sowohl auf Tahiti als auch auf Samoa, auf Hawaii, den Marquesas, den Austral-Inseln, den Cookinseln, bis hin zur Osterinsel, im entferntesten Zipfel des Polynesischen Dreiecks.
Im Wesentlichen gab es auf den Gesellschaftsinseln drei Kasten:
- der Adel, polynesisch ari´i oder ariki, an der Spitze der Gesellschaft. Sie stellten die großen Landbesitzer. Ganz oben standen die ariki rahi (dt.: die großen Ariki), die Souveräne, die sich aus den alten Adelsfamilien rekrutierten. Auf Tahiti gab es deren acht, die jeweils einem Stamm vorstanden. Für die Vererbung des Titels war weniger das Geschlecht, sondern eher das Erstgeburtsrecht ausschlaggebend.

- die Freien, polynesisch raatira, das waren im Wesentlichen die Kleingrundbesitzer, Handwerker, Bootsbauer, Tätowierer und Künstler. Im Kriege waren sie die engsten Gefolgsleute der Ariki. Die Grenzen zwischen den Raatira und den untersten Stufen des Kleinadels waren fließend.

- die Hörigen, polynesisch manahune, die die Felder in Abhängigkeit von den Grundherren bestellten. Die Produkte mussten sie größtenteils abführen.

Das Herrschaftssystem der Gesellschaftsinseln zeigt sowohl Merkmale der mittelalterlich-europäischen Feudalgesellschaft als auch der Kastengesellschaft hinduistischer Prägung.

## Struktur
Die Struktur des Ordens der Arioi war ein Spiegelbild der hierarchischen Gesellschaft Tahitis. Es gab mehrere Grade, Moerenhout spricht von acht Graden, in die man durch Initiation aufsteigen konnte. Gestaltete sich die Aufnahme in den Orden zunächst relativ einfach, so war der Aufstieg mit wachsenden Anforderungen verbunden. Theoretisch standen alle Stufen allen sozialen Gruppen offen, in der Praxis aber waren die höchsten Ränge der Arioi den höchsten Adelsrängen vorbehalten. Die oberen Ränge waren von Priestern besetzt, meist nachgeborene Söhne und Töchter der höherrangigen Adelsfamilien, die Garantie dafür, dass die Arioi die besondere Stütze der absolutistisch regierenden Herrscherhäuser bildeten.
Jede der Gesellschaftsinseln hatte ihre eigene Arioi-Gruppe, die jeweils mit einer besonderen Kultstätte (Marae) verbunden war, und eigene Ordensobere. Das allerhöchste Oberhaupt war der Ordensobere von Raiatea, da sich dort der Marae Taputapuatea, die heiligste aller Kultplattformen Polynesiens befand.
Auf den Gesellschaftsinseln gab es besondere Häuser, in denen die Arioi lebten, in denen sie sich trafen und die bei Besuchen von Arioi anderer Inseln als Gästehäuser dienten. Für Tahiti wurden 27 Arioi-Häuser verzeichnet.

## Initiation
In den Bund konnten Angehörige aller Gesellschaftsschichten aufgenommen werden. Wer Mitglied werden wollte, musste von Oro besessen sein. Das zeigte sich daran, dass er im Trancezustand in eine Versammlung der Arioi hereindrängte. Betrachteten die Arioi den Kandidaten als passend, war er aufgenommen. Ausschlaggebend waren dabei vor allem körperliche Schönheit, Kenntnis religiöser Texte und Geschicklichkeit in der Rezitation, im Tanz und der Pantomime.
Mit der Initiation erwarb das Neumitglied das Recht, Tapa-Rindenbaststoffe in bestimmten Farben und Tätowierungen zu tragen, beginnend mit einem ringförmigen kleinen Muster um den Fußknöchel. Mit dem Aufstieg in höhere Ränge wurden die Tätowierungen immer kunstvoller und umfangreicher.
Regierende Häuptlinge gehörten den Arioi ohne weiteres an und mussten sich der Initiation und dem mühsamen Aufstieg nicht unterziehen.

## Status
Die Arioi lebten, solange sie nicht verheiratet waren, in geschlechtlicher Ungebundenheit, ein Verhalten, das den prüden Missionaren des 19. Jahrhunderts besonders anrüchig erscheinen musste. Nach Begründung einer ehelichen Gemeinschaft endete allerdings die Promiskuität. Die Verbindungen der Arioi mussten kinderlos bleiben, in einer Gesellschaft, deren Religion wesentlich von Fruchtbarkeitskulten geprägt war, eher ein Widerspruch. Wurde ein Kind erwartet, wurde es abgetrieben oder sofort nach der Geburt getötet. Der hauptsächliche Grund für Kindstötungen war das Bestreben, Nachkommen von höhergestellten Personen mit solchen niedrigeren Standes zu verhindern, um die Herrscherlinien „rein“ zu erhalten. Ein weiterer Grund dürfte in der Eigentümlichkeit zu suchen sein, dass in der polynesischen Gesellschaft der erstgeborene Sohn automatisch einen Teil des Ansehens des Vaters erbt und der Vater somit durch dessen Geburt an Ansehen verliert.

„Im allgemeinen bleiben sie in der Gesellschaft bis zum Alter von 30 bis 35 Jahren tätig. Dann lassen sie eines ihrer Kinder leben und schließen sich dadurch von allen Vorrechten eines Arioi aus.“

## Funktionen des Ordens
Die Funktionen des Ordens innerhalb der polynesischen Gesellschaft waren sowohl von religiöser, als auch von machtpolitischer Bedeutung, letzteres durch Repräsentation und Prachtentfaltung zum Ruhm der Herrscherhäuser.
Da die Berichte europäischer Entdecker und Missionare sich naturgemäß auf die öffentlich wahrnehmbaren Handlungen beschränken mussten und Außenstehende von den Riten an den Marae durch Tabuisierung ausgeschlossen waren, ist nicht bekannt, welche Rolle dabei die Arioi spielten. Fest steht jedoch, dass sie in bedeutendem Umfang in alle religiösen Handlungen eingebunden waren.
Öffentlich wahrnehmbar war die Einbindung der Arioi in die großen, oft mehrere Tage dauernden Feste. Die Reputation der Ariki hing wesentlich von der großzügigen Distribution von Gaben an das Volk ab. Die von den Hörigen abgelieferten Produkte wurden – meist unter Prachtentfaltung im Rahmen aufwendig gestalteter Feste – auch wieder verteilt. Dies diente der Selbstdarstellung und Repräsentation, je großzügiger sich ein Häuptling dabei verhielt, desto höher war sein Prestige. Die Gestaltung solcher Feste mit Tanzdarbietungen, Schauspielen und Gesang war wesentlich die Aufgabe der Arioi. Sie profitierten andererseits auch von den dabei verteilten Gaben und wurden außerdem mit Tapa-Rindenbaststoff belohnt. Die aufwendigsten Feste waren die Besuche der Arioi auf anderen Inseln. James Cook war 1774 Zeuge eines solchen Ereignisses. Eine große Flotte von prächtig geschmückten Booten, in jedem etwa 50 Arioi, war von der Insel Huahine nach Raiatea gekommen:

„Am Mittag des 24 Mai ankerten wir im Hafen der Insel Ulietea [Raiatea]. Auf dem Strande lagen eine Menge von Kanus, und jede Hütte beherbergte soviel Menschen als sie fassen konnte. Es waren Erroys [Arioi], Mitglieder jener Gesellschaft, die eng zusammenhält und die hier eine ihrer Zusammenkünfte veranstaltete. Sie ziehen zuweilen von einer Insel zur anderen, schmausen, zechen und geben sich Ausschweifungen hin. Es waren lauter Leute von Stande, Häuptlinge, wie es schien. Sie waren in siebzig Kanus von Huahine gekommen und hatten sich Massen von Lebensmitteln und Pfefferwurzeln [für die Kava-Zubereitung] mitgebracht.“

Vor allem aber waren die Arioi Hüter und Weiterträger der Tradition. In einer Gesellschaft, die keine Schrift kannte, war es wichtig, die religiösen Texte durch ständige Rezitation öffentlich zu verkünden, zu bewahren und zu verbreiten.
Nicht zu unterschätzen ist deren Ventilfunktion innerhalb des sozialen Gefüges. Die absolutistische Herrschaft der Ariki duldete normalerweise keinerlei Einwand. Die Arioi genossen jedoch während ihrer Aufführungen weitgehend Narrenfreiheit, sodass sie auf spielerische und scherzhafte Weise Kritik an den weltlichen und religiösen Oberen üben konnten.

## Das Bild der Europäer
In den Darstellungen der frühen europäischen Besucher, die bis in das 20. Jahrhundert hinein unser Bild der Südsee-Gesellschaften dominierten, wurden die erotischen Aspekte der Arioi-Kultur betont, ja überbetont. Dabei muss man berücksichtigen, dass diese Berichte überwiegend von Missionaren stammten und selbst wissenschaftlich gebildete Reisende wie Forster und Moerenhout fest in der prüden Gesellschaft des späten 18. und 19. Jahrhunderts verwurzelt waren.
Als Beispiel dafür mag die folgende Beschreibung der Arioi aus dem Tagebuch James Cooks von seiner ersten Reise 1769 gelten:

„Viele dieser Leute schließen intime Bindungen und leben jahrelang als Mann und Frau zusammen, und die Kinder, welche in dieser Zeit geboren werden, erleiden den Tod. Sie sind soweit davon entfernt, dieses Tun zu verbergen, dass sie darin eher eine Art von Freiheit erblicken, auf welches sie sich etliches zugute halten. Sie werden Arreois genannt und halten Treffen ab, bei welchen sich die Männer mit Ringkämpfen etc. amüsieren und die Frauen führen derweil den genannten unschicklichen Tanz auf, in dessen Verlauf sie ihren Begierden freien Lauf lassen, doch, wie ich glaube, den Anschein der Schicklichkeit wahren.“

Fruchtbarkeitskulte nahmen eine zentrale Rolle in der polynesischen Religion ein. Insoweit waren alle den Europäern freizügig erscheinenden Verhaltensweisen eng mit religiösen Handlungen verknüpft.

## Nachfolgeorganisation
Die europäische Missionierung der Gesellschaftsinseln in der ersten Hälfte des 19. Jahrhunderts bedeutete das Ende der Arioi. Sie wurden wegen ihrer Praktiken, die entschieden im Gegensatz zur christlichen Lehre standen, von den Missionaren erbittert bekämpft.
Das Ende kam aber nicht plötzlich. Unter teilweiser Einbeziehung christlichen Gedankengutes, ansonsten aber traditionell polynesischer Strukturierung, formierte sich als Nachfolger die Gruppe der Mamaia. Der Name bedeutet „faule Frucht“ und wurde diskriminierend gebraucht. Die Sekte entstand 1826 auf Tahiti. Initiatoren waren zwei einheimische Diakone der London Missionary Society namens Teao und Hue. Die chiliastische Bewegung brachte visionäre Propheten hervor, die angeblich Gottes- und Marienerscheinungen hatten, aber auch behaupteten, von Oro und Tane besessen zu sein. 1831 gelang es den Mamaia, die Missionare von der Insel Raiatea vorübergehend zu vertreiben. Auch auf Tahiti kam es 1832 zu Aufständen, die jedoch mit Hilfe der Franzosen blutig unterdrückt wurden. 1833 wurden die Mamaia von Tahiti verbannt. Nach dem Tod von Teao 1842 verlor sich die Bewegung.

## Geheimgesellschaften auf anderen Inseln
Mit den Arioi teilweise vergleichbare Gesellschaften finden sich auch auf andern Inseln Polynesiens und Melanesiens, so zum Beispiel:
- die Kaioi auf den Marquesas
- die Hula-Schulen (halau) auf Hawaii
- hinsichtlich der Frauen die aualuma und taupou, die Mädchengemeinschaften von Samoa